# 窪田崇
窪田 崇（くぼた たかし、1977年 - ）は、広島県広島市出身の映画監督・映像作家・脚本家。

## 概要
広島県立広島国泰寺高等学校を経て松竹京都撮影所内KYOTO映画塾卒。2008年に初長編映画となる『イエスタデイズ』（主演・塚本高史、國村隼、原作・本多孝好）を監督。他、代表作にはSixTONES結成のきっかけとなったドラマ＆映画『私立バカレア高校』、ジャニーズと乃木坂46が初共演したドラマ＆映画『BAD BOYS J』（主演・中島健人）、平野紫耀の初主演ドラマ『SHARK』、GENERATIONSの初主演ドラマ『シュガーレス』、AAAの初主演ドラマ『彼らの海・VIII -Sentimental Journey- 』などがある。
2001年、フジテレビの深夜番組が実施した映像作家発掘プロジェクトに選ばれショートフィルムを発表。23歳でディレクターデビュー。その後、Yuming Films Projectの短編映画『リフレインが叫んでる』（主演・本仮屋ユイカ）『MemoiR メモワール』（主演・蒼井優）、『きみの秘密、僕のこころ』（主演・忍成修吾、大沢あかね）などのショートフィルム、『劇団演技者。 さよなら西湖クン』（主演・今井翼）などのテレビドラマ、Mr.Children『ひびき』（主演・豊田エリー）、SEAMO『MOTHER』（主演・つぶやきシロー）、スガシカオ『June』（主演・玉山鉄二）などのミュージックビデオ、NTTDoCoMoのinfoCM「沖縄オフ編」（出演・黒木メイサ、松田翔太）などのコマーシャル、『ラッセ・ハルストレムがうまく言えない』（主演・池脇千鶴）、『浅知恵ドライブ』（主演・ミムラ）などのラジオドラマを発表。2007年には中篇映画『ハミングライフ』（主演・西山茉希、井上芳雄）を監督。同作は東京国際映画祭2006で特別上映。

## 作品

### 映像作品

#### テレビドラマ
- 彼らの海・VII -Wish On The Polestar-（2005年、フジテレビ系列TVドラマ、監督・脚本・編集）
- 彼らの海・VIII -Sentimental Journey-（2006年、フジテレビ系列TVドラマ、監督・脚本・編集・原作)
- 劇団演技者。「さよなら西湖クン」（2006年、フジテレビ系列TVドラマ、監督）
- 私立バカレア高校（2012年、日本テレビ系列TVドラマ、メイン監督）
- シュガーレス（2012年、日本テレビ系列TVドラマ、メイン監督）
- BAD BOYS J（2013年、日本テレビ系列TVドラマ、メイン監督）
- SHARK（2014年、日本テレビ系列TVドラマ、メイン監督）
- キャバすか学園（2016年、日本テレビ系列TVドラマ、監督）

#### 映画
- 青の時間 （1999年、監督・脚本・編集）
- MemoiR メモワール （2003年、短編映画、監督・脚本・編集）
- きみの秘密、僕のこころ（2004年、短編映画、監督・脚本・編集）
- ハミングライフ （2007年、監督・脚本・編集）
- リフレインが叫んでる（2007年、短編映画、監督・脚本・撮影・編集）
- イエスタデイズ（2008年、監督）
- BADBOYS（2010年、監督、脚本、編集）
- キミとボク（2011年、監督、脚本、編集）
- 私立バカレア高校（2012年、監督）
- BAD BOYS J（2013年、監督）

#### ショートムービー
- 夢をみてみて（2001年、監督・脚本・編集）
- For Your Eyes Only（2002年、監督・脚本・編集）
- 妄想的初恋（2003年、監督・脚本・編集）
- JOKER（2012年、監督、編集）

#### ミュージックビデオ
- トロイメライ/ルルティア（2003年、監督・編集）
- June/スガシカオ（2005年、監督・編集）
- プライマリー/ルルティア（2005年、監督・編集）
- Transit/dream（2005年、監督・編集）
- ひびき/Mr.Children（2007年、監督・編集）
- MOTHER/SEAMO（2008年、監督・撮影・編集）
- イエスタデイズ〜大切な贈りもの〜/榎本くるみ（2008年、監督・撮影・編集）
- ロード/D-51（2009年、監督・撮影・編集）
- Promise You/福井舞（2009年、監督・撮影・編集）
- JOKER/D☆DATE（2012年、監督・編集）

#### CM
- NTT DoCoMo「沖縄オフ編」（2006年、infoCM、監督・編集）
- Mr.Children「B-SIDE」（2007年、SpotCM、監督・編集）

### ラジオドラマ
- ラッセ・ハルストレムがうまく言えない （2004年、監督）
- 浅知恵ドライブ （2006年、監督、脚本）